# Balduin I. Konstantinopolský
Balduin Flanderský (francouzsky:Baudouin, latinsky:Balduinus, 1172? – 1205/1206?, Tarnovo) byl jako Balduin IX. v letech 1194 – 1205 flanderským hrabětem, jako Balduin VI. od roku 1195 henegavským hrabětem a od května 1204 do dubna 1205 jako Balduin I. latinským císařem.

## Život
Byl synem henegavského hraběte Balduina V. a Markéty, dcery flanderského hraběte Dětřicha. 6. ledna 1186 se po předchozím zasnoubení oženil s Marií, dcerou Jindřicha ze Champagne a vnučkou francouzského krále Ludvíka VII. a Eleonory Akvitánské. Svatební veselí se konalo ve Valenciennes a zbožná nevěsta svého chotě dle kronikáře Gisleberta z Monsu údajně zcela okouzlila.
V letech 1194 a 1195 Balduin převzal hrabství svých rodičů a v únoru roku 1200 přijal v duchu rodinné tradice a také v obavě před odvetou svého lenního pána společně se svými přáteli a bratrem Jindřichem kříž, tj. závazek vydat se na křížovou výpravu do Svaté země. Stal se zástupcem vůdce výpravy, Theobalda ze Champagne; po Theobaldově smrti se novým formálním vůdcem stal markýz Bonifác z Montferratu; skutečným hybatelem výpravy ovšem byl benátský dóže Enrico Dandolo.
Svou těhotnou choť Balduin opustil na Velikonoce roku 1202 a vydal se na kruciátu. Křížové výpravě, která nesměřovala do Svaté země, nýbrž k byzantské Konstantinopoli, se podařilo v listopadu roku 1202 dobýt křesťanský přístav Zadar a v noci ze 12. na 13. dubna 1204 také Konstantinopol. Po bouřlivém rokování byl Balduin nakonec zvolen a 16. května 1204 slavnostně korunován v konstantinopolském chrámu Boží moudrosti prvním latinským císařem. Nevládl však dlouho – 14. dubna 1205 byl poražen v bitvě u Adrianopole bulharským vládcem Kalojanem, který Balduina zajal v Tarnovu, hlavním městě tehdejšího Bulharska. V Kalojanově zajetí také zemřel a dodnes se po něm jmenuje tzv. Balduinova věž.  Na trůn v Konstantinopoli usedl Balduinův bratr Jindřich.